# Josef Doubrava
Josef Doubrava (ur. 29 lutego 1852 w Mníšku; zm. 20 lutego 1921 w Hradcu Králové) – czeski duchowny rzymskokatolicki, teolog; biskup ordynariusz hradecki od 1903 roku.

## Biografia
Urodził się w 1852 roku w miejscowości Mníšek pod Brdy w środkowych Czechach. Po odbyciu specjalistycznych studiów teologicznych w Rzymie, otrzymał 16 czerwca 1876 roku święcenia kapłańskie w katedrze św. Wita w Pradze. Następnie został skierowany do pracy duszpasterskiej w Petrovicach koło Sedlčan, a rok później objął parafię w Dublovicach. W 1880 roku został adiunktem na Wydziale Teologicznym Uniwersytecie Karola. W 1883 roku objął funkcję prorektora, a w 1890 roku rektora praskiego Arcybiskupiego Wyższego Seminarium Duchownego, które piastował do 1903 roku. W tym samym czasie uzyskał kolejno stopnie naukowe doktora nauk teologicznych oraz tytuł profesora prawa kanonicznego. Był znanym i cenionym ekspertem w dziedzinie prawa kościelnego, publikując szereg ważnych artykułów i opracowań w profesjonalnych czasopismach. W latach 90. XX wieku otrzymał godność kanonika praskiej kapituły katedralnej.
9 lutego 1903 roku został wybrany przez cesarza Franciszka Józefa I Habsburga-Lotaryńskiego, biskupem ordynariuszem diecezji hradeckiej. Papież Leon XIII zaakceptował tę decyzję 22 czerwca tego samego roku. Jego konsekracja biskupia miała miejsce 29 czerwca 1903 roku. 
17 stycznia 1915 w Chocni biskup Doubrava poświęcił kościół wybudowany dla uchodźców wojennych z Polski
Od grudnia 1918 roku piastował funkcję administratora apostolskiego archidiecezji praskiej. Na okres jego rządów w diecezji przypadł okres I wojny światowej oraz utworzenie niepodległego państwa czechosłowackiego. Zmarł w 1921 roku w Hradcu Králové i został pochowany na cmentarzu w Pouchovie.